# 1688 en musique classique
| \| • Retour à la chronologie générale de la musique classique • \| |
| Grèce • Rome • Haut Moyen Âge • VIIIe siècle • IXe siècle • Xe siècle • XIe siècle XIIe siècle • XIIIe siècle • XIVe siècle • XVe siècle • XVIe siècle • XVIIe siècle XVIIIe siècle • XIXe siècle • XXe siècle • XXIe siècle |
| • Retour à la chronologie générale de la musique classique • |

| Années en musique classique : 1685 - 1686 - 1687 - 1688 - 1689 - 1690 - 1691    |
| Décennies en musique classique : 1650 - 1660 - 1670 - 1680 - 1690 - 1700 - 1710 |

## Événements
- 5 janvier : Niobe, regina di Tebe, opéra d'Agostino Steffani, créé à Munich.
- 28 février : David et Jonathas, opéra de Marc-Antoine Charpentier, créé au Collège Louis-le-Grand.
- De Vryadje van Cloris en Roosje (L'Amour de Cloris et de Rosette), opéra  de Servaes de Koninck, créé au théâtre d'Amsterdam.

## Œuvres
- Tyd en Konst-Oeffeningen, de Johannes Schenck.
- Premier livre d'orgue d'André Raison.

## Naissances

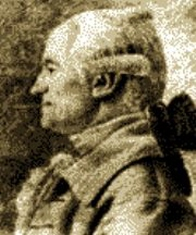
Johann Friedrich Fasch

- 15 avril : Johann Friedrich Fasch, compositeur, violoniste et organiste allemand († 5 décembre 1758).
- 6 juillet : Jean-Baptiste Lœillet de Gand, compositeur († 1720).
- 11 novembre : Lorenzo Somis, peintre, violoniste et compositeur italien († 29 novembre 1775).

Date probable :
- Michele Falco, compositeur italien († après 1732).

Date indéterminée :
- Joseph Michel, compositeur français († 1736).
- Matteo Palotta, compositeur italien  († 28 mars 1758).
- Thomas Roseingrave, organiste anglais († 23 juin 1766).
- Domenico Zipoli, musicien italien († 2 janvier 1726).

## Décès
- 8 janvier : Francesco Foggia, compositeur italien (° bapt. le 17 novembre 1603).
- 22 janvier : Carlo Pallavicino, compositeur italien (° vers 1640).
- 14 mai : Carlo Grossi, compositeur italien (° 1634).
- 26 novembre : Philippe Quinault, poète, auteur dramatique et librettiste français (° 3 juin 1635).
- 23 décembre : Jean-Louis Lully, musicien français (° 24 septembre 1667).

Date indéterminée :
- François Beaumavielle, chanteur français.
- Anne Chabanceau de La Barre, cantatrice, luthiste, claveciniste et danseuse française (° 1628).

Vers 1688 : 
- Giovanni Salvatore, compositeur, organiste et pédagogue italien (° 3 octobre 1611).